# Diadegma latungula
Diadegma latungula är en stekelart som först beskrevs av Thomson 1887.  Diadegma latungula ingår i släktet Diadegma och familjen brokparasitsteklar. Inga underarter finns listade i Catalogue of Life.